# سیارک ۲۶۳۹۷
سیارک ۲۶۳۹۷ (به انگلیسی: 26397 Carolynsinow، نامگذاری:1999VB185)۲۶۳۹۷مین سیارک کشف شده‌است که در ۱۵ نوامبر ۱۹۹۹ کشف شد.